# Oplonia
Genre
Classification APG III (2009)
Oplonia est un genre de plantes à fleurs de la famille des Acanthacées. Il regroupe une dizaine d'espèces trouvées dans les Caraïbes, en Amérique du Sud et à Madagascar.

## Liste d'espèces
Selon "The Plant List" 6 octobre 2012
- Oplonia armata (Sw.) Stearn , (1971)
- Oplonia grandiflora (Lindau) Stearn 	, (1971)
- Oplonia hutchisonii Wassh. , (1976)
- Oplonia jamicensis (Lindau) Stearn 	, (1971)
- Oplonia jujuyensis Wassh. & C. Ezcurra , (1993)
- Oplonia linifolia (Benoist) Stearn , (1971)
- Oplonia microphylla (Lam.) Stearn , (1971)
- Oplonia minor (Benoist) Stearn , (1971)
  - Oplonia minor var. meridionalis (Benoist) Stearn , (1971)
  - Oplonia minor var. vestita (Benoist) Stearn , (1971)
- Oplonia purpurascens (Griseb.) Stearn , (1971)
- Oplonia tetrasticha (C. Wright ex Griseb.) Stearn , (1971)
- Oplonia vincoides (Lam.) Stearn , (1971)

Selon NCBI (3 Aug 2010) :
- Oplonia microphylla

Selon ITIS (3 Aug 2010) :
- Oplonia microphylla (Lam.) Stearn
- Oplonia spinosa (Jacq.) Raf.

## Espèces au statut non encore résolu
Selon "The Plant List" 6 octobre 2012
- Oplonia acicularis (Sw.) Stearn
- Oplonia acuminata Stearn
- Oplonia acunae Borhidi
- Oplonia cubensis Borhidi
- Oplonia moana Borhidi
- Oplonia multigemma Borhidi
- Oplonia nannophylla (Urb.) Stearn
- Oplonia polyece (Stearn) Borhidi
- Oplonia puberula Stearn
- Oplonia spinosa Raf.
- Oplonia tetrasticha var. polyece Stearn